# 青森県道148号畑中竹鼻線
青森県道148号畑中竹鼻線（あおもりけんどう148ごう はたなかたけなかせん）は、青森県南津軽郡田舎館村から黒石市に至る一般県道である。

## 概要
南津軽郡田舎館村畑中で青森県道268号弘前田舎館黒石線から北へ分岐し、田舎館村東光寺付近で進路を東方向に変えて、東北自動車道高舘パーキングエリアの西・黒石市竹鼻で青森県道146号浪岡北中野黒石線に合流する。

### 路線データ
- 起点 : 南津軽郡田舎館村大字畑中[1]（青森県道268号弘前田舎館黒石線交点）
- 終点 : 黒石市大字竹鼻[1]（青森県道146号浪岡北中野黒石線交点）

## 歴史
- 1961年（昭和36年）2月10日 - 県道に認定される[1]。

## 路線状況

### 重複区間
- 青森県道13号大鰐浪岡線 : 黒石市小屋敷 - 黒石市二双子

## 地理

### 交差する道路
- 青森県道268号弘前田舎館黒石線（南津軽郡田舎館村大字畑中、起点）
- 青森県道110号黒石藤崎線（南津軽郡田舎館村前田屋敷）
- 青森県道38号五所川原黒石線（南津軽郡田舎館村東光寺）
- 青森県道13号大鰐浪岡線（黒石市小屋敷）
- 青森県道13号大鰐浪岡線（黒石市二双子）
- 青森県道146号浪岡北中野黒石線（黒石市大字竹鼻、終点）

### 沿線の施設
- 弘前地区消防事務組合 田舎館消防署
- 田舎館村立田舎館中学校
- 津軽みらい農業協同組合 田舎館りんごセンター
- 青森県産業技術センター 農林総合研究所
- 黒石市立北陽小学校
- 中郷郵便局